# Nemška invazija na Belgijo (1914)
Nemška invazija na Belgijo je bila vojaška akcija, ki se je začela 4. avgusta 1914. Končala se je 31. oktobra 1914 z nemško okupacijo Belgije, razen obalnega dela.

## Zgodovinsko dogajanje
24. julija 1914 je belgijska vlada napovedala, da bo v primeru vojne razglasila nevtralnost. Belgijska vlada je 31. julija mobilizirala svoje oborožene sile in v Nemčiji je bilo razglašeno stanje povišane vojaške pripravljenosti. 2. avgusta je nemška vlada Belgiji poslala ultimat, v katerem je zahtevala prost prehod nemških čet skozi državo, nemške sile pa so medtem vdrle v Luksemburg. Naslednji dan, ko je Nemčija napovedala vojno Franciji, je belgijska vlada zavrnila zahteve in britanska vlada je Belgiji zagotovila vojaško podporo. Nemška vlada je 3. avgusta napovedala vojno Belgiji; Nemške čete so prestopile mejo in izvedle bitko pri Liègu.       
Nemške vojaške operacije v Belgiji so imele namen pripeljati 1., 2. in 3. armado na položaje v Belgiji, s katerih bi lahko vdrle v Francijo, kar je po padcu Lièga 7. avgusta povzročilo nemško zavzetje belgijskih trdnjav ob reki Meuse pri Namurju in predajo zadnjih utrdb (16.–17. avgust). Vlada je 17. avgusta zapustila Bruselj in po bojih na reki Gete se je belgijska terenska vojska 19. avgusta umaknila proti zahodu do Antwerpnuja. Bruselj so Nemci okupirali naslednji dan, zajetje Namurja pa je bilo izvedeno 21. avgusta. 
Po bitki pri Monsu in bitki pri Charleroiju se je večina nemških vojsk odpravila proti jugu v Francijo, pri čemer so majhne sile pustile garnizijo v Bruslju in na belgijskih železnicah. III. rezervni korpus je napredoval v utrjeno območje okoli Antwerpna, divizija IV. rezervnega korpusa pa je prevzela oblast v Bruslju. Belgijska vojska je konec avgusta in septembra izvedla več napadov iz Antwerpna, da bi zmedla nemške komunikacije in pomagala francoskim in britanskim ekspedicijskim silam (BEF), tako, da je nemške enote zadržala v Belgiji. Umik nemških čet za okrepitev glavnih armad v Franciji je bil preložen zaradi obrambe proti belgijskemu protinapadu od 9. do 13. septembra, nemški korpus v tranzitu pa je bil nekaj dni zadržan v Belgiji. Belgijski odpor je Nemce kmalu po invaziji pripeljal do izvajanja politike terorja proti belgijskim civilistom, v kateri so se zgodili pokoli, usmrtitve, ropanja mest in požiganja mest.
Po koncu bitke na mejah so francoske vojske in BEF izvedli veliki umik v Francijo (24. avgust – 28. september), belgijska vojska in majhni oddelki francoskih in britanskih vojakov so se borili v Belgiji proti nemškemu okupatorju. 27. avgusta je skupina vojakov Kraljeve pomorske zračne službe (RNAS) odletela v Ostende, da bi iz zraka ugotovila stanje med Brugesom, Gentom in Ypresom. Kraljevi marinci so 19. in 20. septembra prispeli v Franciji in začeli pregledovati neokupiran del Belgije ob obali angleškega kanala; oddelek oklepnih vozil RNAS je bil ustanovljen z opremljanjem vozil z neprebojnim jeklom. 2. oktobra je bila marinarska brigada kraljeve mornariške divizije premeščena v Antwerpen, 6. oktobra pa ji je sledil preostali del divizije. Od 6. do 7. oktobra sta se 7. divizija in 3. konjeniška divizija izkrcali pri Zeebruggeju in mornariške sile, zbrane v Dovru, so bile najete v Dovrsko patruljo, da bi delovale v Rokavskem prelivu in ob francosko-belgijski obali. Kljub manjši britanski okrepitvi se je zavzetje Antwerpna končalo, ko je nemško supertežko topništvo uničilo njihov obrambni pas utrb. Mesto je bilo zapuščeno 9. oktobra in zavezniške sile so se umaknile v Zahodno Flandrijo. 
Ob koncu velikega umika se je začela bitka do morja (17. september – 19. oktober). Vojaške operacije v Belgiji so se razširile tudi proti zahodu, ko se je belgijska vojska umaknila iz Antwerpna na območje blizu meje s Francijo. Belgijska vojska se je borila v bitki pri Yserju (16.–31. oktober) od Nieuwpoorta (Nieuport) južno do Diksmuide (Dixmude), medtem ko je nemška 4. armada napadala zahodni del, francoske, britanske in nekatere belgijske čete pa so se bojevale v prvi bitki pri Ypresu (19. oktober – 22. november) proti nemški 4. in 6. armadi. Do novembra 1914 je bila večina Belgije pod nemško okupacijo in antantno pomorsko blokado. Nemška vojaška uprava je bila ustanovljena 26. avgusta 1914, da bi vladala skozi predvojni belgijski upravni sistem, ki ga je nadzirala majhna skupina nemških častnikov in uradnikov. Belgija je bila razdeljena na upravna območja, generalno vlado Bruslja in njeno zaledje; drugo območje, pod 4. armado, vključno z Gentom in Antwerpnom in tretje območje pod nemško mornarico vzdolž obale. Nemška okupacija je trajala vse do konca vojne leta 1918.